# Serginho Herval
Sérgio Herval Hollanda de Lima (Rio de Janeiro, 3 de fevereiro de 1958), mais conhecido como Serginho Herval, é um baterista e cantor brasileiro, integrante da banda Roupa Nova.

## Biografia

### Início de vida
Começou a tocar bateria ainda criança, aos 5 anos de idade, com latas improvisadas. Com pouco mais de 12 anos, passou a tocar em bailes. Na infância, a família via que Serginho tocava músicas d'Os Beatles e da Jovem Guarda, então, aos 10 anos, seu pai lhe deu uma bateria profissional.

### 1968-1974: Início de carreira
Em 1968, com apenas 10 anos, após ganhar sua bateria profissional, começou a tocar em vários bailes e festas.

### Início da década de 1970-1975: Conjunto de Lincoln Olivetti e Paulo Massadas
No início da década de 1970, Serginho Herval já tocava bateria profissionalmente no conjunto liderado por Lincoln Olivetti, considerado um dos maiores compositores e arranjadores da música brasileira, conjunto do qual também fazia parte o cantor e compositor Paulo Massadas que viria a se tornar um dos maiores hitmakers do Brasil nos anos seguintes.

### 1975-1979: Os Super Bacanas e A Bolha e convite para o Roupa Nova
A partir de 1975, Serginho Herval chegou a integrar as bandas Os Super Bacanas e A Bolha, sendo que esta última chegou a excursionar com Erasmo Carlos pelo Brasil.
Conforme tocava, descobriu que gostava de fazer vocais, tomando gosto também pelo canto. Gravou um compacto simples com duas músicas, das quais uma, Meu Pensamento É Você, fez parte da trilha sonora da novela Pecado Rasgado exibida pela Rede Globo em 1978. A segunda canção do compacto, Uma Noite na Discoteca, foi trilha sonora do filme Sábado Alucinante de Cláudio Cunha, lançado em 1979. Durante a gravação desse compacto, conheceu alguns integrantes da banda de bailes Os Famks, que posteriormente viria a se transformar no Roupa Nova, banda na qual foi convidado a entrar ainda no ano de 1978.
Devido ao intenso trabalho tocando bateria, Serginho adquiriu uma lesão na coluna chamada hérnia de disco, causada pela má postura e a falta de exercícios para o fortalecimento muscular, mas isso não o impediu de prosseguir na carreira artística.

### 1978-presente: Roupa Nova
Serginho Herval é responsável por tocar bateria na banda Roupa Nova. Além disso, é o cantor principal em diversas canções da banda, como "Lumiar", "Anjo" (tema da novela Guerra dos Sexos), "Dona" (tema da Viúva Porcina na novela Roque Santeiro), "Seguindo No Trem Azul", "Whisky a Go Go" (versão de estúdio), tema da telenovela da Rede Globo Um Sonho a Mais,  "Tímida", "A Força do Amor", "Cristina", "De Volta ao Começo", tema da telenovela da Rede Globo Renascer,  "Amo em silêncio" (versão de "Silence is golden"), "Cartas", "A Viagem" (tema de abertura da novela A Viagem), "Amar É..." (tema da novela Anjo de Mim), "Agora Sim", "Bem maior" (tema da novela Suave Veneno), "Amor de Índio" (tema das novelas Estrela Guia e Desejo Proibido), "Razão de Viver", "Mais Feliz", "Frisson", "O Meu Sentimento Voa Muito Mais", "É Tempo de Amar", entre outros.
No álbum RoupAcústico (2004), Serginho tocou violão nas faixas "Volta Pra Mim" e "Sapato Velho". No álbum seguinte, RoupAcústico 2 (2006) Serginho revezou violão e bateria na canção "Cartas". O cantor e baterista também aparece ao violão nas canções "Lembranças" do álbum Roupa Nova em Londres (2009) e na faixa "It Don't Matter To Me" do álbum Todo Amor do Mundo, lançado em 2015.
Também assina composições como "Cristina", "Tímida", "Sonho" e "'Filhos", todas gravadas pelo Roupa Nova, além de "Retratos Rasgados", gravada pelo Roupa Nova e pela dupla Victor & Léo, "Clareou", gravada por Netinho e "Voz do Coração" gravada por Angélica.
Com o grupo Roupa Nova, Serginho já fez duetos com renomados artistas nacionais e internacionais como Joanna em "Um sonho a dois", Angélica em "Quis Fazer você feliz", David Gates em "De Ninguém" e "Volte neste Natal", Luciana Mello em "Nascente", Pedro Mariano em "É Cedo", Claudia Leitte em "Um Sonho a Dois (acústico)", Roberto Carlos em "A Paz" para o programa Roberto Carlos Especial exibido pela Rede Globo em 2007, Sandy em "Chuva de Prata", Alexandre Pires em "Medo Medo", Alex Cohen em "Geórgia", Padre Fábio de Melo nas canções "A Paz" e  em "A Mão de Deus", Marcos e Belutti em "Mar de Lágrimas", Sorriso Maroto em "Adeus" e Maite Perroni em "Destino O Casualidad (Destino Ou Acaso) para o álbum digital Novas do Roupa de 2018.

### Outras parcerias
Na década de 80 tocou com Steve Hackett, da banda Genesis.
Como músico, Serginho Herval já participou de diversos álbuns de artistas consagrados da MPB, do rock, do pop e da música Gospel como Elizângela, Erasmo Carlos, Fátima Guedes, João Bosco, Caetano Veloso, Ney Matogrosso, Gilberto Gil, Moraes Moreira, Simone, Fafá de Belém, Steve Hackett, Lulu Santos, Tunai, Guilherme Arantes, Marina Lima, Leila Pinheiro, Rita Lee, Beto Guedes, Leila Pinheiro, Rosana Fiengo, Raízes, Roberto Carlos, Fábio Nestares, Kid Abelha, Deborah Blando, Tamara, Maurizete Catarina e Aline Barros, além de participar de diversas trilhas de programas da Rede Globo.

### Carreira na internet
Em 2017, paralelamente à carreira com o Roupa Nova, Serginho Herval lança um canal no YouTube onde publica canções gospel, geralmente versões da Hillsong escritas por ele próprio, nas quais ele também cria os arranjos e toca todos os instrumentos musicais.

## Composições
| Ano  | Álbum                 | Compositor(es)                                                            | Canção                  |
| ---- | --------------------- | ------------------------------------------------------------------------- | ----------------------- |
| 1977 | A Bolha               | Serginho Herval, Edil, Marcelo Sussekind, Roberto Ly, Pedro Lima          | Difícil é Ser Fiel      |
| 1978 | Serginho              | Serginho Herval, Paulo Massadas                                           | Uma Noite na Discoteca  |
| 1982 | Roupa Nova            | Serginho Herval, Renato Ladeira                                           | Brisa da Manhã          |
| 1982 | Roupa Nova            | Ricardo Feghali, Serginho Herval, Márcio Borges                           | Demônio do Meio Dia     |
| 1982 | Roupa Nova            | Ricardo Feghali, Serginho Herval, Ronaldo Bastos                          | Faz a Minha Cabeça      |
| 1982 | Roupa Nova            | Ricardo Feghali, Serginho Herval, Mariozinho Rocha                        | Vira de Lado            |
| 1984 | Roupa Nova            | Cleberson Horsth, Serginho Herval, Carlos Colla                           | Tímida                  |
| 1985 | Roupa Nova            | Serginho Herval, Ricardo Feghali                                          | E você o que é que faz? |
| 1985 | Roupa Nova            | Serginho Herval, Nando                                                    | Sonho                   |
| 1987 | Herança               | Serginho Herval, Ricardo Feghali                                          | Cristina                |
| 1987 | Herança               | Serginho Herval, Ricardo Feghali                                          | Um Toque                |
| 1987 | Herança               | Serginho Herval, Nando                                                    | Mágica                  |
| 1988 | Luz                   | Serginho Herval, Ricardo Feghali                                          | Camaleão                |
| 1988 | Luz                   | Serginho Herval, Nando, Nilson                                            | Filhos                  |
| 1988 | Luz                   | Serginho Herval, Paulinho                                                 | Só Você e Eu            |
| 1988 | Mitos                 | Serginho Herval, César Camargo Mariano                                    | Cremoso                 |
| 1994 | Vida Vida             | Serginho Herval, Nando                                                    | Alguém no meu Lugar     |
| 1996 | 6/1                   | Serginho Herval, Nando                                                    | Dia Vai, Dia Vem        |
| 1996 | 6/1                   | Serginho Herval, Ronaldo Bastos                                           | Do Bem                  |
| 1996 | 6/1                   | Serginho Herval, Ricardo Feghali                                          | Falar dos Meus Pais     |
| 1997 | Através dos Tempos    | Serginho Herval, Nando                                                    | Não dá Pra Ser Feliz    |
| 1999 | Clareou (Netinho)     | Serginho Herval, Nando                                                    | Clareou                 |
| 2001 | Angélica              | Serginho Herval, Paulinho                                                 | Voz do Coração          |
| 2006 | RoupaAcústico 2       | Ricardo Feghali, Kiko, Nando, Serginho Herval                             | Retratos Rasgados       |
| 2009 | Roupa Nova em Londres | Serginho Herval, Ricardo Feghali                                          | Mais Feliz              |
| 2013 | Roupa Nova Music      | Serginho Herval, Ricardo Feghali                                          | Ser Melhor              |
| 2015 | Todo Amor do Mundo    | Serginho Herval, Ricardo Feghali, Cleberson Horsth, Kiko, Nando, Paulinho | Tempo de Encarar        |
| 2018 | Novas do Roupa        | Serginho Herval, Paulo Massadas                                           | Bicho Selvagem          |